# Wereldkampioenschap superbike van Assen 2018
Het wereldkampioenschap superbike van Assen 2018 was de vierde ronde van het wereldkampioenschap superbike en het wereldkampioenschap Supersport 2018. De races werden verreden op 21 en 22 april 2018 op het TT-Circuit Assen nabij Assen, Nederland.

## Superbike

### Race 1
Ondřej Ježek werd gediskwalificeerd vanwege een onreglementaire wissel van zijn motorblok.
| Pos | Nr | Rijder                | Constructeur | Rondes | Tijd              | Grid | Punten |
| --- | -- | --------------------- | ------------ | ------ | ----------------- | ---- | ------ |
| 1   | 1  | Jonathan Rea          | Kawasaki     | 21     | 33:40.360         | 2    | 25     |
| 2   | 60 | Michael van der Mark  | Yamaha       | 21     | +0.981            | 7    | 20     |
| 3   | 7  | Chaz Davies           | Ducati       | 21     | +1.282            | 8    | 16     |
| 4   | 66 | Tom Sykes             | Kawasaki     | 21     | +1.413            | 6    | 13     |
| 5   | 12 | Javier Forés          | Ducati       | 21     | +8.625            | 3    | 11     |
| 6   | 33 | Marco Melandri        | Ducati       | 21     | +14.903           | 5    | 10     |
| 7   | 76 | Loris Baz             | BMW          | 21     | +17.301           | 10   | 9      |
| 8   | 36 | Leandro Mercado       | Kawasaki     | 21     | +21.482           | 13   | 8      |
| 9   | 81 | Jordi Torres          | MV Agusta    | 21     | +21.938           | 9    | 7      |
| 10  | 54 | Toprak Razgatlıoğlu   | Kawasaki     | 21     | +24.939           | 11   | 6      |
| 11  | 40 | Román Ramos           | Kawasaki     | 21     | +27.049           | 14   | 5      |
| 12  | 22 | Alex Lowes            | Yamaha       | 21     | +33.226           | 1    | 4      |
| 13  | 34 | Davide Giugliano      | Aprilia      | 21     | +35.630           | 16   | 3      |
| 14  | 99 | P.J. Jacobsen         | Honda        | 21     | +38.480           | 15   | 2      |
| 15  | 32 | Lorenzo Savadori      | Aprilia      | 21     | +38.604           | 4    | 1      |
| 16  | 68 | Yonny Hernández       | Kawasaki     | 21     | +44.690           | 17   |        |
| DNF | 21 | Michael Ruben Rinaldi | Ducati       | 5      | Ongeluk           | 12   |        |
| DSQ | 37 | Ondřej Ježek          | Yamaha       | 17     | Gediskwalificeerd | 21   |        |
| DNS | 45 | Jacob Gagne           | Honda        | 0      | Niet gestart      |      |        |

### Race 2
Ondřej Ježek werd gediskwalificeerd vanwege een onreglementaire wissel van zijn motorblok.
| Pos | Nr | Rijder                | Constructeur | Rondes | Tijd              | Grid | Punten |
| --- | -- | --------------------- | ------------ | ------ | ----------------- | ---- | ------ |
| 1   | 66 | Tom Sykes             | Kawasaki     | 21     | 33:36.444         | 6    | 25     |
| 2   | 1  | Jonathan Rea          | Kawasaki     | 21     | +5.445            | 2    | 20     |
| 3   | 60 | Michael van der Mark  | Yamaha       | 21     | +7.507            | 7    | 16     |
| 4   | 12 | Javier Forés          | Ducati       | 21     | +11.316           | 3    | 13     |
| 5   | 7  | Chaz Davies           | Ducati       | 21     | +18.953           | 8    | 11     |
| 6   | 81 | Jordi Torres          | MV Agusta    | 21     | +22.414           | 9    | 10     |
| 7   | 33 | Marco Melandri        | Ducati       | 21     | +22.515           | 5    | 9      |
| 8   | 76 | Loris Baz             | BMW          | 21     | +23.997           | 10   | 8      |
| 9   | 54 | Toprak Razgatlıoğlu   | Kawasaki     | 21     | +24.245           | 11   | 7      |
| 10  | 32 | Lorenzo Savadori      | Aprilia      | 21     | +24.653           | 4    | 6      |
| 11  | 34 | Davide Giugliano      | Aprilia      | 21     | +41.807           | 16   | 5      |
| 12  | 21 | Michael Ruben Rinaldi | Ducati       | 21     | +41.846           | 12   | 4      |
| 13  | 99 | P.J. Jacobsen         | Honda        | 21     | +47.516           | 15   | 3      |
| 14  | 22 | Alex Lowes            | Yamaha       | 21     | +53.355           | 1    | 2      |
| 15  | 68 | Yonny Hernández       | Kawasaki     | 21     | +57.758           | 17   | 1      |
| DNF | 36 | Leandro Mercado       | Kawasaki     | 5      | Ongeluk           | 13   |        |
| DNF | 40 | Román Ramos           | Kawasaki     | 5      | Ongeluk           | 14   |        |
| DSQ | 37 | Ondřej Ježek          | Yamaha       | 17     | Gediskwalificeerd | 21   |        |
| DNS | 45 | Jacob Gagne           | Honda        | 0      | Niet gestart      |      |        |

## Supersport
| Pos | Nr  | Rijder                | Constructeur | Rondes | Tijd           | Grid | Punten |
| --- | --- | --------------------- | ------------ | ------ | -------------- | ---- | ------ |
| 1   | 16  | Jules Cluzel          | Yamaha       | 18     | 29:49.168      | 4    | 25     |
| 2   | 21  | Randy Krummenacher    | Yamaha       | 18     | +0.291         | 6    | 20     |
| 3   | 3   | Raffaele De Rosa      | MV Agusta    | 18     | +0.315         | 3    | 16     |
| 4   | 144 | Lucas Mahias          | Yamaha       | 18     | +0.341         | 2    | 13     |
| 5   | 81  | Luke Stapleford       | Triumph      | 18     | +0.985         | 5    | 11     |
| 6   | 11  | Sandro Cortese        | Yamaha       | 18     | +1.122         | 1    | 10     |
| 7   | 66  | Niki Tuuli            | Honda        | 18     | +17.160        | 8    | 9      |
| 8   | 47  | Rob Hartog            | Kawasaki     | 18     | +17.293        | 11   | 8      |
| 9   | 36  | Thomas Gradinger      | Yamaha       | 18     | +17.659        | 14   | 7      |
| 10  | 84  | Loris Cresson         | Yamaha       | 18     | +26.132        | 17   | 6      |
| 11  | 38  | Hannes Soomer         | Honda        | 18     | +26.328        | 15   | 5      |
| 12  | 86  | Ayrton Badovini       | MV Agusta    | 18     | +26.402        | 13   | 4      |
| 13  | 96  | Andrew Irwin          | Honda        | 18     | +28.666        | 20   | 3      |
| 14  | 77  | Wayne Tessels         | Kawasaki     | 18     | +30.919        | 18   | 2      |
| 15  | 22  | Eemeli Lahti          | Suzuki       | 18     | +36.700        | 19   | 1      |
| 16  | 35  | Stefan Hill           | Triumph      | 18     | +38.762        | 16   |        |
| 17  | 10  | Nacho Calero          | Kawasaki     | 18     | +39.321        | 22   |        |
| 18  | 62  | Vasco van der Valk    | Yamaha       | 18     | +41.453        | 26   |        |
| 19  | 56  | Péter Sebestyén       | Kawasaki     | 18     | +41.693        | 24   |        |
| 20  | 15  | Alfonso Coppola       | Yamaha       | 18     | +1:01.212      | 25   |        |
| DNF | 65  | Michael Canducci      | Kawasaki     | 13     | Uitgevallen    | 21   |        |
| DNF | 64  | Federico Caricasulo   | Yamaha       | 12     | Ongeluk        | 7    |        |
| DNF | 78  | Hikari Okubo          | Kawasaki     | 12     | Schade ongeluk | 12   |        |
| DNF | 111 | Kyle Smith            | Honda        | 7      | Ongeluk        | 10   |        |
| DNF | 83  | Lachlan Epis          | Kawasaki     | 7      | Uitgevallen    | 27   |        |
| DNF | 32  | Sheridan Morais       | Kawasaki     | 2      | Schade ongeluk | 9    |        |
| DNF | 74  | Jaimie van Sikkelerus | Honda        | 0      | Ongeluk        | 23   |        |
| DNS | 13  | Anthony West          | Kawasaki     | 0      | Niet gestart   |      |        |

## Tussenstanden na wedstrijd

### Superbike
| Pos | Nr | Rijder               | Team     | Punten |
| --- | -- | -------------------- | -------- | ------ |
| 1   | 1  | Jonathan Rea         | Kawasaki | 159    |
| 2   | 7  | Chaz Davies          | Ducati   | 129    |
| 3   | 33 | Marco Melandri       | Ducati   | 115    |
| 4   | 60 | Michael van der Mark | Yamaha   | 103    |
| 5   | 66 | Tom Sykes            | Kawasaki | 101    |

### Supersport
| Pos | Nr  | Rijder              | Team   | Punten |
| --- | --- | ------------------- | ------ | ------ |
| 1   | 144 | Lucas Mahias        | Yamaha | 71     |
| 2   | 21  | Randy Krummenacher  | Yamaha | 70     |
| 3   | 11  | Sandro Cortese      | Yamaha | 64     |
| 4   | 16  | Jules Cluzel        | Yamaha | 50     |
| 5   | 64  | Federico Caricasulo | Yamaha | 49     |

1992 · 1993 · 1994 · 1995 · 1996 · 1997 · 1998 · 1999 · 2000 · 2001 · 2002 · 2003 · 2004 · 2005 · 2006 · 2007 · 2008 · 2009 · 2010 · 2011 · 2012 · 2013 · 2014 · 2015 · 2016 · 2017 · 2018 · 2019 · 2021 · 2022 · 2023 · 2024 · 2025